# Gabriela Martínez (músico)
Gabriela Martinez (Buenos Aires, Argentina, 19 de marzo de 1969) es una bajista y compositora de rock argentino. Es reconocida por ser integrante del grupo de rock argentino Las Pelotas.

## Biografía
A la edad de cinco años, comenzó a estudiar guitarra, en un conservatorio del barrio de Almagro y a los quince estudió en un conservatorio municipal. Después de estudiar guitarra clásica, pasó a estudiar bajo eléctrico, dictado por Carlos Alberto «Machi» Rufino (exbajista de Invisible). Por pedido de una amiga suya, ingresó a un grupo llamado "Rey Tinto", a fines de los 80's.
En 1993, a la edad de veinticuatro años, ingresó a Las Pelotas, en reemplazo de Beno Guelbert, el bajista anterior. Con Las Pelotas ha participado en todas sus producciones, a partir de Máscaras de sal (1994). Entre sus influencias se encuentran todo lo relacionado al rock argentino y artistas británicos como The Rolling Stones, The Beatles, The Police y David Bowie.